# Fernando Díaz de Mendoza
Fernando Díaz de Mendoza y Aguado, VII marchese di San Mamés, VI marchese di Fontanar, conte di Balazote e conte di Lalaing (Murcia, 7 giugno 1862 – Vigo, 20 ottobre 1930) è stato un attore teatrale spagnolo. Secondo alcuni critici è stato uno dei migliori attori del XX secolo.

## Biografia
Fernando Díaz de Mendoza nacque a Jumilla, non lontano da Murcia. Era il figlio di Mariano Díaz de Mendoza, e di sua moglie, María de la Concepción Aguado. Si sa poco dei suoi primi anni: durante l'adolescenza è stato membro della società della Murcia, noto agli amici come Fernando Fontanar, un riferimento a uno dei numerosi titoli nobiliari che avrebbe poi ereditato da suo padre. Da giovane si dedicò alle attività necessarie per la sua ricchezza e status: la caccia, le feste e il gioco d'azzardo.

## Carriera

### Madrid
Nel 1880 si trasferisce a Madrid. Gli eventi presero una piega inaspettata dopo il 1885, quando Antonia Domínguez, la duchessa vedova di La Torre, ha deciso di costruire un teatro per fornire una distrazione creativa per la società aristocratica. Il teatro si sarebbe chiamato come la figlia, Ventura. Fu costruito in una sontuosa proprietà della duchessa 
a Madrid. Il teatro aprì il 30 gennaio 1887 ed è diventato rapidamente un luogo sociale, culturale e politico per la società di Madrid. L'opera presentata è stata "El loco de la Guardilla" da Narciso Serra, con musiche di Manuel Fernández Caballero. Il ruolo principale di Cervantes è stato preso da un giovane attore chiamato Fernando Díaz de Mendoza, che ha ricevuto per la sua performance il primo di molti standing ovation.

## Matrimoni

### Primo Matrimonio
Durante la stagione del 1887 Díaz de Mendoza raggiunse la celebrità popolare e consensi entusiastici da parte della critica come lo scrittore Emilia Pardo Bazán e il politico Emilio Castelar. Alla fine di quella straordinaria stagione la giovane stella e la figlia della giovane vedova annunciarono il loro matrimonio.
Le nozze avvennero nel 1888. Díaz de Mendoza rimase vedovo nel 1890, poco dopo la nascita del primo figlio della coppia, Fernando Díaz de Mendoza. Durante i successivi due anni è riuscito a spendere la sua formidabile fortuna, e nel 1892, per la prima volta nella sua vita, si trovò costretto a lavorare per vivere. Durante il 1892 è apparso in diversi teatri di Madrid, per poi unirsi alla compagnia teatrale di Wenceslao Bueno. Tuttavia, la compagnia si sciolse nel 1893 lasciando Díaz de Mendoza senza lavoro. In seguito gli fu offerto un posto da Ramón Guerrero al Teatro Español di Madrid, un istituto sotto il controllo del comune.

### Secondo Matrimonio
Nell'ottobre 1894 ha recitato al fianco María Guerrero, figlia di Ramón Guerrero, nel classico El vergonzoso en palacio. La coppia si sposò il 10 gennaio 1896. In quel periodo Díaz de Mendoza è diventato attore protagonista, regista e impresario del Teatro Español. La coppia ebbe due figli:
- Luis Fernando (5 marzo 1897-27 settembre 1942)
- Carlos Fernando (4 settembre 1898-18 maggio 1960)

Nello stesso anno formarono la loro compagnia teatrale. Il 15 aprile 1897 da Barcellona si imbarcarono per il loro primo tour nel Sudamerica, con l'intenzione di mettere in scena 90 produzioni a Montevideo e a Buenos Aires. Il contratto che avevano firmato con una casa di produzione americana prevedeva che dovessero ricevere il 65% degli incassi totali.
Il primo tour in Sudamerica è stato un successo di critica che ha aperto la strada per esibirsi in paesi come Perù, Colombia, Bolivia e Cuba.
In Argentina hanno fondato il Teatro Nacional Cervantes, nel 1921, e insieme segnarono le linee guida della rinascita del teatro spagnolo. Come regista, Díaz de Mendoza venne considerato come il migliore del suo tempo dopo Emilio Mario. In età avanzata, gli venne concesso la direzione del Conservatorio di Madrid.

## Opere
- Mariana (1892), di José de Echegaray.
- El vergonzoso en palacio (1894), di Tirso de Molina.
- Entre bobos anda el juego (1895), di Francisco de Rojas Zorrilla.
- Mancha que limpia (1895), di Echegaray
- Voluntad (1895), di Benito Pérez Galdós.
- La calumnia por castigo (1897), di Echegaray.
- Cyrano de Bergerac, di Edmond Rostand.
- Las flores (1901).
- Mariucha (1903), di Galdós.
- La noche del sábado (1903), di Jacinto Benavente
- El abuelo (1904), di Galdós.
- El dragón de fuego (1904), di Benavente.
- Rosas de otoño (1905), di Benavente.
- El genio alegre (1906).
- Más fuerte que el amor (1906), di Benavente.
- La princesa Bebé (1906), di Benavente.
- Añoranzas (1906), di Manuel Linares Rivas
- Los intereses creados (1907), di Benavente.
- Las hijas del Cid (1908), di Eduardo Marquina.
- Amores y amoríos (1908).
- La araña (1908), di Àngel Guimerà.[7]
- Doña María la Brava (1909), di Marquina.
- La fuente amarga (1910), di Manuel Linares Rivas.
- En Flandes se ha puesto el sol (1910), di Marquina.
- La flor de la vida (1910)
- Primavera en otoño (1911), di Gregorio Martínez Sierra.
- El alcázar de las perlas (1911), di Francisco Villaespesa.
- La alcaldesa de Pastrana (1911), di Marquina.
- Voces de gesta (1911), di Ramón María del Valle-Inclán.
- El rey trovador (1911), di Marquina.
- La marquesa Rosalinda (1912), di Valle-Inclán.
- Doña Desdenes (1912), di Manuel Linares Rivas.
- Malvaloca (1912).
- Cuando florezcan los rosales (1913), di Marquina.
- La malquerida (1913), di Benavente.
- Mamá (1913), di Martínez Sierra.
- El retablo de Agrellano (1913), di Marquina.
- Alceste (1914), di Galdós.
- Campo de armiño (1916), di Benavente.
- El último pecado (1918), di Pedro Muñoz Seca.
- La calumniada (1919).
- La vestal de Occidente (1919), di Benavente.
- El abanico de Lady Windermere (1920), di Oscar Wilde.
- La dama de armiño (1922), di Luis Fernández Ardavín.
- El doncel romántico (1922), di Fernández Ardavín.
- La propia estimación (1925), di Jacinto Benavente.